# DFS Classic 2002
DFS Classic 2002 — жіночий тенісний турнір, що проходив на кортах з трав'яним покриттям Edgbaston Priory Club у Бірмінгемі (Велика Британія). Належав до турнірів 3-ї категорії в рамках Туру WTA 2002. Відбувсь удвадцятьперше і тривав з 10 до 16 червня 2002 року. Перша сіяна Єлена Докич здобула титул в одиночному розряді.

## Фінальна частина

### Одиночний розряд
Єлена Докич —  Анастасія Мискіна 6–2, 6–3
- Для Докич це був 3-й титул за сезон і 7-й — за кар'єру.

### Парний розряд
Асагое Сінобу /  Елс Калленс —  Кімберлі По-Messerli /  Наталі Тозья 6–4, 6–3
- Для Асагое це був 1-й титул за рік і 1-й — за кар'єру. Для Калленс це був єдиний титул за сезон і 7-й — за кар'єру.